# Inschrift von Taštepe
Die urartäische Fels-Inschrift von Taštepe befand sich bei Cillik in der Solduz-Ebene bei Naghadeh in Iran. Sie wurde durch den Pastor Faber aus dem Felsen gesprengt, die Reste befinden sich heute im Britischen Museum.
Auf der Taštepe-Inschrift bericht der urartäische König Menua vom Bau einer Festung im Land der Stadt Mešta und der Eroberung des Landes Mana. Dieses ist vermutlich mit dem Mannai der assyrischen Inschriften identisch.

## Konkordanz
| Autor                | Kürzel | Nummer |
| -------------------- | ------ | ------ |
| F.W. König (1955–57) | HChI   | 17     |
| Melikisvili          | UKN    | 29     |
| Salvini 2008         | –      | A 5-10 |